# Oskar Frech SeeBad
Das Oskar Frech SeeBad ist ein öffentliches Freizeitbad in Schorndorf, das aus einer Kombination aus Hallenbad, Freibad mit Badesee und Saunalandschaft besteht.

## Geschichte
Das am 11. März 2008 eröffnete Hallenbad ersetzt das alte Schorndorfer Hallenbad aus dem Jahr 1964. Die Baukosten des neuen Hallenbads betrugen 15 Mio. EUR.
Zwei Jahre nach Eröffnung des Hallenbads zeigten sich erste Baumängel, um die ein bis heute anhaltender Rechtsstreit entstanden ist.
Der Ziegeleisee, früher eine Lehmgrube, wird von Quell- und Grundwasser gespeist. Er war bereits vor dem Bau des Hallenbads als Freibad zugänglich. Nach dem Bau des Hallenbads wurde in einem nächsten Schritt der Umbau und die Eingliederung des Sees in Angriff genommen, wogegen es im Vorfeld öffentliche Proteste gab. Der Umbau des Freibads kostete 2,5 Mio. EUR. Das Freibad mit Badesee wurde 2011 neu eröffnet. Es stellt das einzige Naturbad der Region Stuttgart dar. Der Badesee ist der einzige See in der Region Stuttgart, für den Eintritt bezahlt werden muss.
2011 wurde auch die Saunalandschaft erweitert.

## Beschreibung
Das Oskar Frech SeeBad besteht aus:
- Hallenbad mit 980 m² Gesamtwasserfläche:
  - 25-Meter-Schwimmerbecken mit 6 Schwimmbahnen und eingebundenem Sprungbereich mit 3-Meter-Plattform und 1-Meter-Brett
  - Lehrschwimmbecken mit Wassergewöhnungstreppe
  - Erlebnisbecken mit Sprudelliegen, Massagedüsen, Bodensprudler und Schwallduschen
  - Planschbecken mit Sprudler, Bachlauf, Handschwengelpumpe und Spritztier
  - Rutsche Black Hole mit Treppenturm und Flachauslauf (Länge ca. 80 m)[17]
  - Außenbecken mit Rohrsprudelliegen und Massagedüsen
  - Bistro
- Freibad mit Badesee Ziegeleisee:
  - Natursee mit 8.500 m² Wasserfläche (davon 3.100 m² Schwimmfläche), 100 m Schwimmbahn, abgegrenzter Kleinkinderbereich mit 1.000 m² Sandstrand, Kleinkindrutsche, Kinderspielbereich mit Matschanlage, Sprungfelsen mit 1-Meter- und 3-Meter-Plattform, Breitwellenrutsche
  - Beheiztes Nichtschwimmerbecken
  - 10.000 m² Liegefläche
  - Beachvolleyballfelder
  - Beachsocceranlage
  - Tischtennisplatten
- Saunalandschaft:
  - Panoramasauna, Vitalsauna, Sanarium, Pfahlsauna, Ziegelsauna
  - Dampfbad mit Whirlpool, Natursee-Schwimmbereich, Außenbecken mit Sprudelliegen, Massagedüsen
  - Warmwasserpool
  - Eisbrunnen und Tauchbecken & Außentauchbecken im See
  - Solarien
  - Saunagarten mit Barfußpfad und Bachlauf

Das Bad wird von den Stadtwerken der Stadt Schorndorf betrieben. Das Hallenbad und die Saunalandschaft haben ganzjährig, das Freibad mit Badesee nur im Sommerhalbjahr geöffnet.

## Besucherzahlen
Das Hallenbad wird jährlich von über 300.000 Besuchern und das Freibad von 90.000 Besuchern frequentiert. Das Oskar Frech SeeBad ist damit das beliebteste Bad im Rems-Murr-Kreis.
Die Saunalandschaft besuchten im ersten dreiviertel Jahr 34.000 Gäste, 2009 wurden 59.000 Besucher und 2010 wurden 77.000 Besucher gezählt. Inzwischen wird sie von über 100.000 Besuchern jährlich frequentiert.

## Auszeichnungen
- 2012 wurde das Bad mit dem 1. Platz des Public Value Awards der Deutschen Gesellschaft für das Badewesen in der Kategorie Hallen-, Kombi- und Freizeitbäder ausgezeichnet.[23][25]

## Sonstiges
Die Namensrechte an dem Bad erwarb die Unternehmensgruppe Oskar Frech für 100.000 EUR.
Der Ziegeleisee ist regelmäßige Trainingsstätte des Extremschwimmers Bruno Dobelmann.